# The Fixer
«The Fixer» (укр. Посередник; той, хто розв'язує проблеми) — пісня американського рок-гурту Pearl Jam, перший сингл з альбому Backspacer (2009).

## Історія створення
Пісня «The Fixer» з'явилась після того, як барабанщик Pearl Jam Метт Кемерон приніс в студію власний гітарний риф. Інші музиканти трошки попрацювали над ним, та показали результат вокалістові Едді Веддеру. За допомогою Pro Tools вокаліст повністю змінив аранжування, помінявши місцями частини пісні. Він також прибрав деякі фрагменти пісні, написані Кемероном, отримавши в результаті «трихвилинну попкомпозицію», з оптимістичним звучанням та мелодією, що легко запам'ятовується.  
Хоча в гурті вважалось, що пісні Метта Кемерона було вчити важче за інші, «The Fixer» виявилась відносно простою. В ній є частини з мішаним розміром, але потім вона перетворюється на прямолінійну пісню на трьох акордах. Гітарист Стоун Ґоссард визнавав, що гурт потребував саме такої простоти: «Якщо ми думаємо забагато, в нас не дуже добре виходить. Ми набагато кращі, коли не думаємо».
В тексті пісні розповідається про людину, яка здатна розв'язувати будь-які питання: «Коли щось холодне, дозвольте мені додати трішки вогню. Коли щось застаріло, дозвольте мені додати блиску». Едді Веддер вважав, що такі якості властиві творчим людям, які намагаються підіймати планку та завжди знайдуть, що можна виправити: «В деяких з нас є такий дивний мистецький ген».

## Вихід пісні
«The Fixer» увійшла до нового альбому Pearl Jam Backspacer. Платівка була випущена музикантами самостійно, без підтримки великого лейблу, проте розповсюджувалась за допомогою партнерів. Найбільшим з них стала торгова компанія Target, в магазинах якої можна було придбати альбом. Учасники Pearl Jam навіть знялися у рекламі мережі, виконавши пісню «The Fixer». Режисером став Кемерон Кроу, з яким гурт співпрацював ще 1991 року, взявши участь в його фільмі «Одинаки». Відзнятий в сіетльському клубі The Showbox матеріал також було використано в музичному відео «The Fixer».
Фрагмент синглу «The Fixer» вперше прозвучав 14 квітня 2009 року під час трансляції Матчу всіх зірок МЛБ. Згодом пісня вийшла на компакт-дисках та вінілових платівках, разом з композицією «Supersonic». «The Fixer» піднявся на 56 місце в американському пісенному чарті Billboard Hot 100, а також опинився в чартах Mainstream Rock та Alternative Songs на 10 та 3 місцях відповідно. Він також очолив хіт-паради Billboard Canada Rock та польський чарт синглів. В часописі «Білборд» відзначили оптимістичний настрій гурту, порівнявши «The Fixer» з творчістю гурту часів Yield (1998).

## Місця в чартах
| Хіт-парад (2009)                       | Найвища позиція |
| -------------------------------------- | --------------- |
| New Zealand Singles Chart              | 11              |
| Australian Singles Chart               | 22              |
| Canadian Hot 100                       | 14              |
| Billboard Canada Rock                  | 1               |
| Japan Hot 100                          | 78              |
| German Singles Chart                   | 97              |
| Polish Singles Chart                   | 1               |
| UK Singles Chart                       | 93              |
| U.S. Billboard Hot 100                 | 56              |
| U.S. Billboard Rock Songs              | 2               |
| U.S. Billboard Alternative Songs       | 3               |
| U.S. Billboard Mainstream Rock Tracks  | 10              |
| U.S. Billboard Adult Alternative Songs | 5               |